# 由吾道榮
由吾道荣，琅邪郡沭阳县人，南北朝时期道士。
由吾道荣年轻时喜好道学，聚集同伴隐居在山东的长白山和泰山，学习道教的修行方法。后来又游历邹鲁一带，修习儒学。他还遇到了一位精通道学的晋阳人士，便拜其为师，学习道家的符水、咒禁、阴阳历数、天文、药性等知识。在大致学完这些学问后，由吾道荣的师父才表明身份，原来他是恒岳的仙人。
传说他师父解释说自己曾被贬到天官任职，如今任期已满，必须回去了，还让由吾道荣送他到汾水。到达汾水时，河水泛滥，桥梁被毁，乘船渡河也十分困难。师父来到水边，踏着禹步，将一张符扔进水中，河水的流动立刻停了下来。没多久，水就堆积得像要触到天一样高。师父缓缓地在沙石上行走，渡过了河水。由吾道荣自己看到的是这样的情景，而旁边的人却都觉得师父的身体像漂浮着升向了天空，一个个惊叹不已。
由吾道荣回到山东后，隐居在琅邪山，断绝五谷，以松针和茯苓为食，探求长生的秘诀。当时北齐的齐文宣帝派人去征召由吾道荣到晋阳，他为了躲避征召，躲进了辽陽山中。传说他在那里遇到了猛兽，连追捕他的人也吓得逃跑了。由吾道荣用手杖在地上划了一下，生出火坑，猛兽便逃走了。
北齐灭亡后，由吾道荣归顺了北周。隋朝初年去世。